# Monarch Cove
Monarch Cove è una serie televisiva statunitense andata in onda su Lifetime. In Italia, la serie è stata trasmessa su Sky Vivo dal 4 settembre 2007.

## Dettagli
La serie, prodotta dalla Fremantle Media, trasmessa negli Stati Uniti dal 4 novembre 2006 e in Italia dal canale di Sky Italia SKY Vivo dal 4 settembre 2007, è basata sulla soap opera tedesca Bianca di cui ricalca parte della trama: il ritorno alla nativa cittadina Monarch Cove della protagonista Bianca Foster (l'attrice Virginia Williams) dopo aver scontato sei anni di carcere ingiustamente accusata dell'omicidio del padre.
Nel cast si segnala la presenza dell'attore Simon Rex già vj di MTV e protagonista di Scary Movie 3.

## Episodi
| N° | Titolo | Titolo originale | Prima TV USA     | Prima TV ITA      |
| -- | ------ | ---------------- | ---------------- | ----------------- |
| 1  |        |                  | 4 novembre 2006  | 4 settembre 2007  |
| 2  |        |                  | 4 novembre 2006  | 11 settembre 2007 |
| 3  |        |                  | 11 novembre 2006 | 18 settembre 2007 |
| 4  |        |                  | 11 novembre 2006 | 25 settembre 2007 |
| 5  |        |                  | 18 novembre 2006 | 2 ottobre 2007    |
| 6  |        |                  | 18 novembre 2006 | 9 ottobre 2007    |
| 7  |        |                  | 24 novembre 2006 | 16 ottobre 2007   |
| 8  |        |                  | 25 novembre 2006 | 23 ottobre 2007   |
| 9  |        |                  | 1º dicembre 2006 | 30 ottobre 2007   |
| 10 |        |                  | 2 dicembre 2006  | 6 novembre 2007   |
| 11 |        |                  | 8 dicembre 2006  | 13 novembre 2007  |
| 12 |        |                  | 9 dicembre 2006  | 20 novembre 2007  |
| 13 |        |                  | 15 dicembre 2006 | 27 novembre 2007  |
| 14 |        |                  | 16 dicembre 2006 | 4 dicembre 2007   |